# Montabard
Montabard – miejscowość i gmina we Francji, w regionie Normandia, w departamencie Orne.
Według danych na rok 1990 gminę zamieszkiwało 309 osób, a gęstość zaludnienia wynosiła 28 osób/km² (wśród 1815 gmin Dolnej Normandii Montabard plasuje się na 587. miejscu pod względem liczby ludności, natomiast pod względem powierzchni na miejscu 443.).